# Gia Paloma
Gia Paloma, egentligen Karen Christine Catanzaro, född 27 juni 1984 i Kalifornien, är en amerikansk porrskådespelerska. Hon debuterade 2003 och har agerat i över 250 filmer. Hon har även provat att regissera. Artistnamnet kommer från filmen Gia och Pablo Picassos dotter Paloma.
Hennes filmer är ofta mycket hårda, med trippelpenetrering, analsex och deepthroat, och hon var den första som i en kommersiell film fick en så kallad donkey punch; då mannen under analsex ger kvinnan ett hårt knytnävsslag i huvudet för att orsaka ofrivilliga sammandragningar av hennes ringmuskel. Scenen i fråga finns i Guttermouths 30 och mannen spelades av Alex Sanders.
I januari 2005 överdoserade hon på kokain, men hann precis återhämta sig för att kunna ta emot en AVN (Adult Video News) Award tillsammans med bland andra Ashley Blue.

## Priser
- 2004 CAVR Award - Female Performer of the Year
- 2005: AVN Award – Best All-Girl Sex Scene (Video) – The Violation of Audrey Hollander (tillsammans med Ashley Blue, Brodi, Audrey Hollander, Kelly Kline & Tyla Wynn)
- 2005 XRCO Award - Best Girl/Girl – The Violation of Audrey Hollander